# Mobiele Eenheid

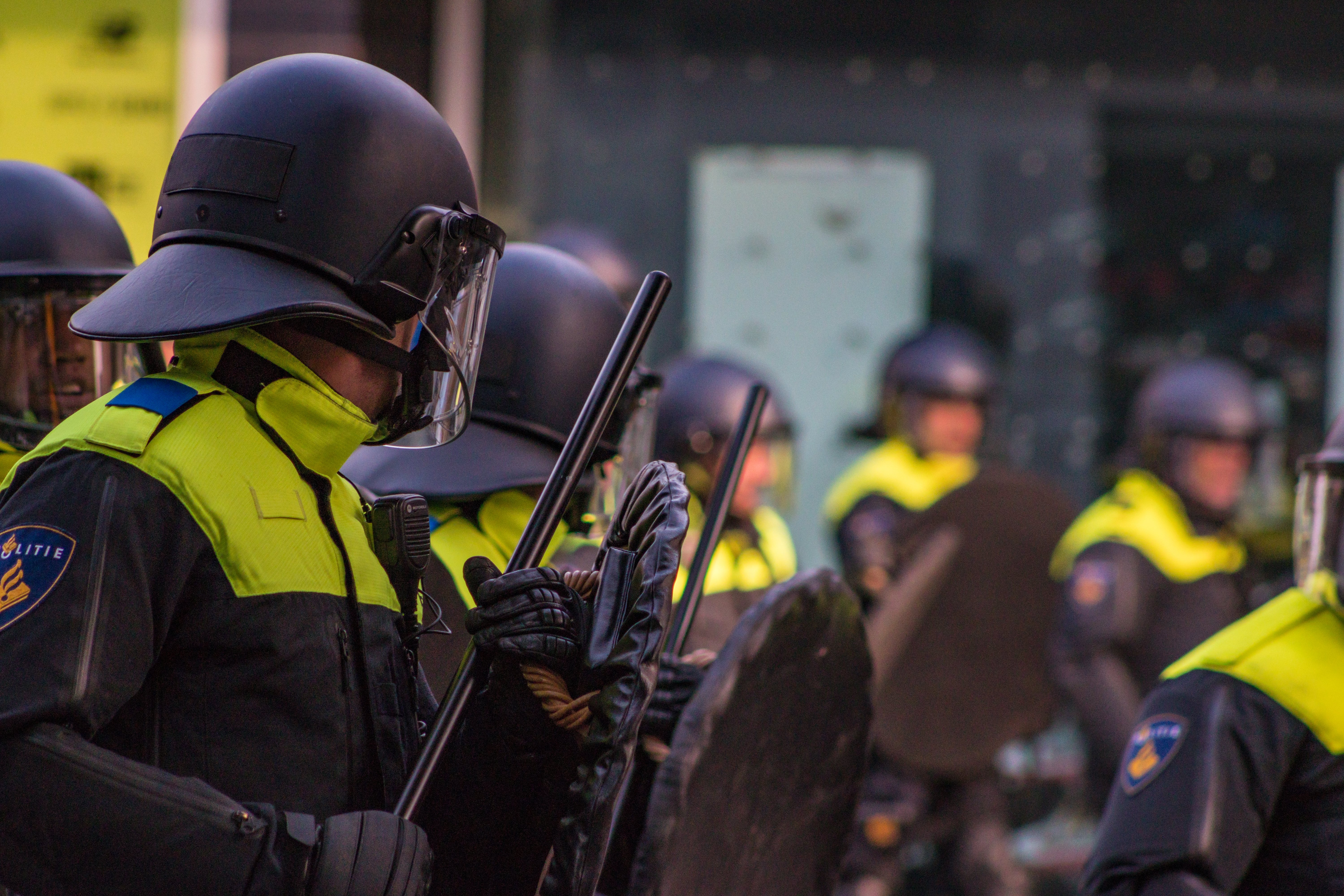
ME'ers in een linie op de Coolsingel in Rotterdam

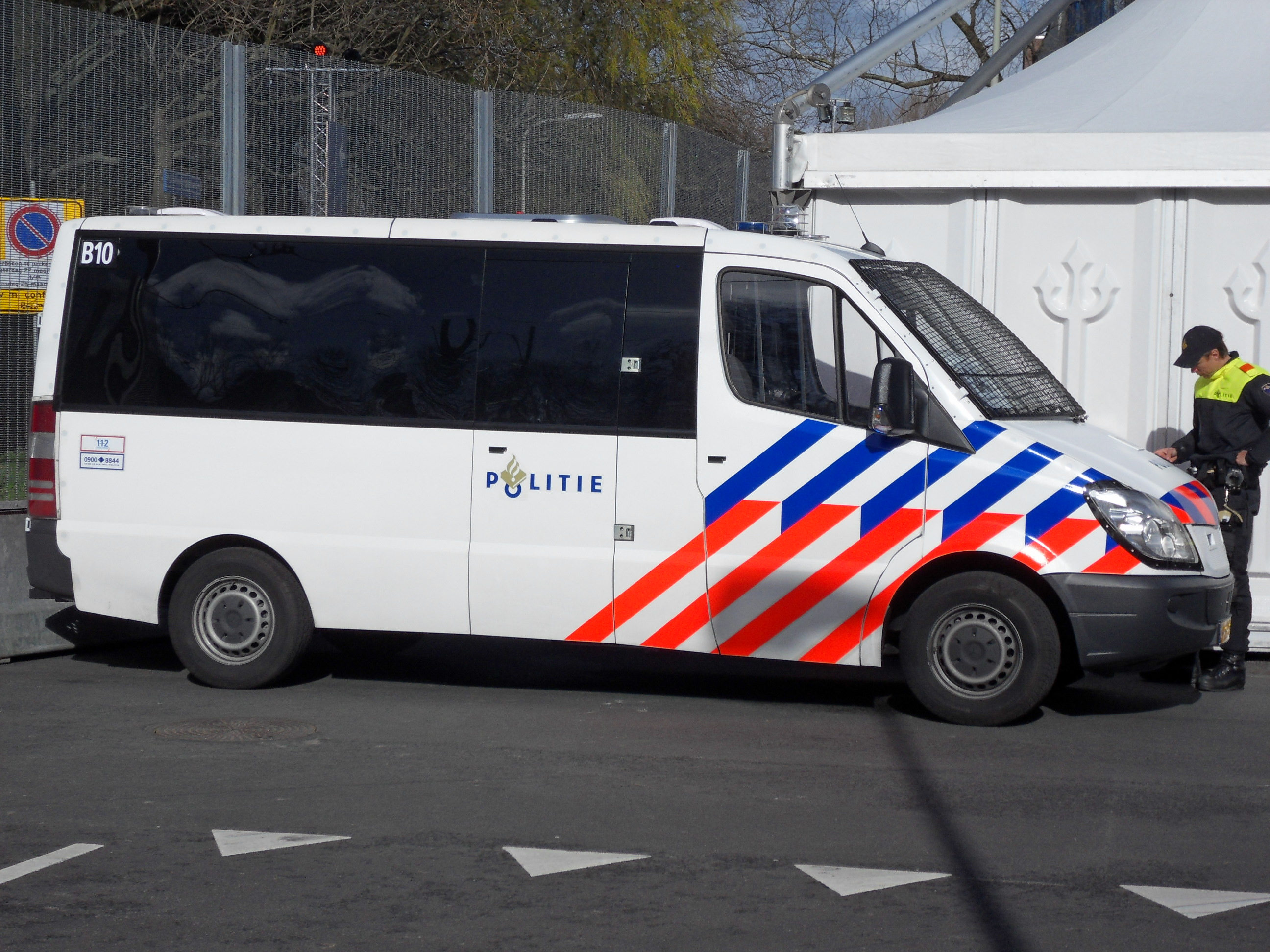
Een ME-busje tijdens de Nucleaire Veiligheidstop van 2014 in Den Haag

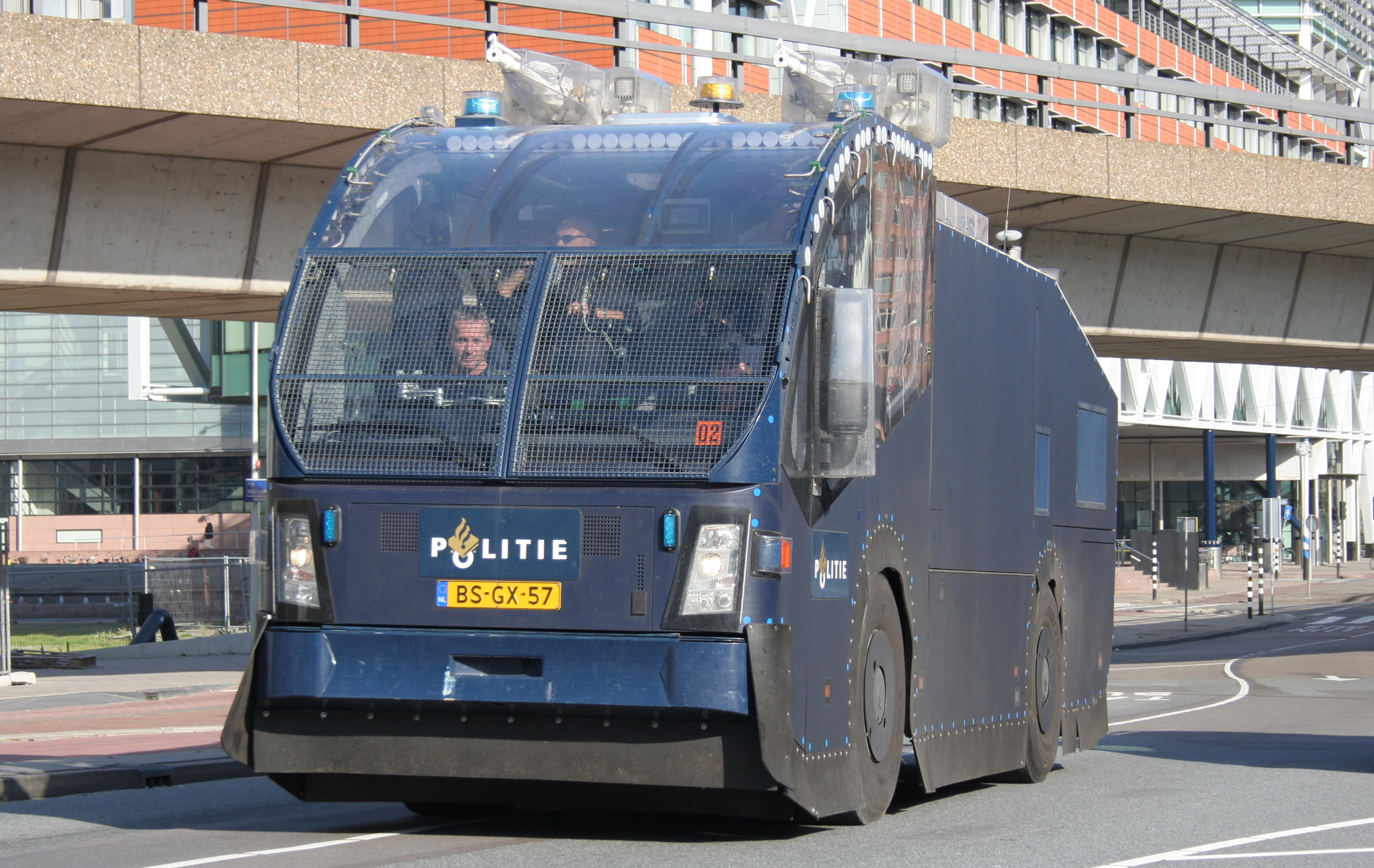
Een waterwerper van de politie in Den Haag

De Mobiele Eenheid (ME) is een eenheid van de Nederlandse politie en het Korps Politie Suriname waarvan de primaire taak het voorkomen of bestrijden van verstoring van de openbare orde is. Ze wordt ook wel oproerpolitie genoemd. 
De ME bestaat uit politieagenten die dit naast hun dagelijkse politiewerk doen. Zij hebben hiervoor een aanvullende opleiding genoten. Niet iedere politieagent wordt toegelaten tot de opleiding voor ME'er. De Mobiele Eenheid is gestructureerd in pelotons bestaande uit 45 politiemensen. Binnen de organisatie bestaan ook enkele gespecialiseerde eenheden zoals de Aanhoudingseenheid (AE) en de Brand- en Traangaseenheid (BraTra). Ook de Bereden politie (politie te paard) en Hondengeleiders van de politie hebben een taak binnen de ME.
Verdwenen namen voor Mobiele Eenheid zijn: 'Karabijnbrigade' (Amsterdam), 'Assistentiebrigade' (Den Haag), 'Brigade Harde Bijstand' (ook Den Haag) en 'Stormbrigade' (in de schrijvende pers).

## Ontstaan
De Mobiele Eenheid ontstond in Nederland en is terug te voeren op het Jordaanoproer van 1934. Omdat de rellen tijdens de crisis in de jaren 1930 te groot werden voor de Gemeentepolitie Amsterdam, werden ook een detachement van de politietroepen (toendertijd nog een onderdeel van de Koninklijke Landmacht) en een detachement van de Marechaussee ingezet.
Men vond echter dat de politie in eerste instantie zelf door harder op te treden de orde moest kunnen herstellen. Hiertoe werden op verzoek van de Amsterdamse hoofdcommissaris van politie H.J. Versteeg door kapitein Van Moorsel van de politietroepen leden van de gemeentepolitie getraind in het zogenoemd grootschalig gezamenlijk optreden. De Karabijnbrigade werd opgericht.
De vooroorlogse brigade heeft bestaan van 1935 tot 1941. Na de Tweede Wereldoorlog werd de organisatie weer ingevoerd, nu echter als Mitrailleur Karabijnbrigade (omdat deze was uitgerust met de stengun, een mitrailleurkarabijn). Dit werd vanwege het agressieve karakter echter snel weer veranderd en de karabijn werd geherintroduceerd. De Watersnood van 1953 gaf een verdere aanzet tot de ontwikkeling van de Mobiele Eenheid. De karabijn werd vervangen door een lange wapenstok en de taakstelling van de ME werd breder. Pas in de jaren 1960 verscheen de ME in het straatbeeld.
De krakersrellen in de jaren 1970 en 1980 zorgden voor een snelle ontwikkeling en professionalisering van de Mobiele Eenheid. 
Zo werd het vredestenue in de jaren '80 ontwikkeld, met als doel om in confrontaties met (vooral) de kraakbeweging de-escalerend te kunnen werken door het ontbreken van helm en wapenschild.
Om bij de ME-dienst te kunnen doen moet een agent minimaal drie jaar politie-ervaring hebben. Ook dient een opleiding van vier weken te worden gevolgd.